# فرانك كيس
فرانك كيس (بالإنجليزية: Frank Case)‏ هو كاتب أمريكي، ولد في 7 نوفمبر 1872، وتوفي في 7 يونيو 1946.